# Dům U Černého slona (Týnská)

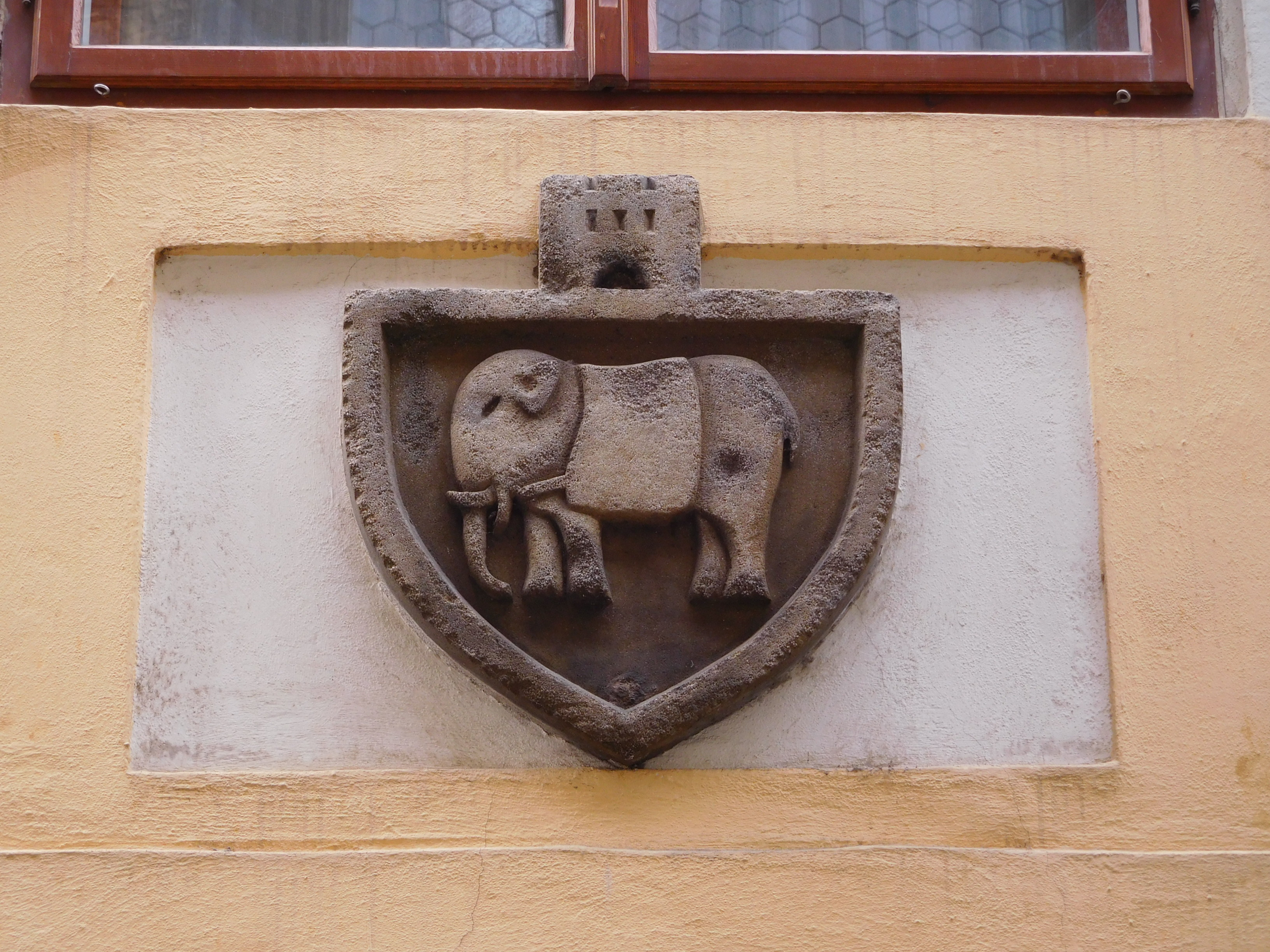
Domovní znamení

Dům U Černého slona, zvaný také U duhy či U elefanta, je původně obytný dům s jádrem ze 13. století, přestavovaný později barokně a pak znovu klasicistně. Stojí na nároží ulic Týnská a Týnská ulička v Praze 1 na Starém Městě. Od roku 1964 je kulturní památkou. Dvoupatrový dům ohraničující na západní straně prostor mezi Týnským chrámem, domem Budovců z Budova a novější stavbou domu U Černého jelena (s pamětní deskou Karla Škréty) je využíván jako hotel.

## Popis a historie
Původně byl dům pravděpodobně součástí většího celku spolu se sousedními objekty, domem U Kamenného zvonu a někdejším jižním domem paláce Kinských. Jádro objektu ze 13. století je dochováno ve sklepech, má hranolová žebra kleneb. Z další přestavby ve 14. století se kromě kleneb dochoval i gotický krov; dům se osamostatnil před rokem 1360 a vznikla dvoukřídlá dispozice, k níž přibylo ve 2. polovině 16. století patrové západní křídlo, v přízemí s renesančními klenbami a s malovanými trámovými stropy v patře. Další úpravy před rokem 1676 byly barokní; z té doby je pravděpodobně i severní dvorní křídlo a nynější vzhled fasád. Klasicistní úpravy podle návrhu Zachariáše Fiegerta jsou z roku 1801, kdy také bylo v interiéru vybudováno nové dvouramenné schodiště. Některé negativní dopady těchto úprav napravila rekonstrukce v roce 1968 (zejména opětné snížení dvorního křídla). Další rekonstrukce proběhla po roce 1990 v souvislosti s úpravami objektu na hotel.
Fasáda do Týnské ulice je v přízemí a 1. patře čtyřosá, ve 2. patře pětiosá; podlaží jsou oddělená kordonovými pasy. V přízemí jsou dva krámcové portály a vjezdový portál, všechny s kamenným ostěním.
Fasáda do Týnské uličky je v detailech podobná, vždy 7 oken v patrech je rozmístěno nepravidelně a dvojice oken vlevo jsou větší. V přízemí vedle nároží je krámcový vchod s půlkruhovým záklenkem, zavíraný dveřnicemi pobitými pásovým železem; od roku 1909 až do roku 1990 tu provozoval železářské vetešnictví Eduard Čapek (1884–1974) a pak jeho syn Antonín Čapek – byl to jediný soukromý podnik v tomto oboru za socialismu.